# Ghelna barrowsi
Ghelna barrowsi är en spindelart som först beskrevs av Benjamin J. Kaston 1973.  Ghelna barrowsi ingår i släktet Ghelna och familjen hoppspindlar. Inga underarter finns listade i Catalogue of Life.